# Ovčárna (Hazlov)
Ovčárna (deutsch Schäferei) ist eine Ansiedlung in der Gemeinde Hazlov  im Okres Cheb in Tschechien.

## Geografie
Einen Kilometer in südwestlicher Richtung liegt der Hauptort Hazlov. Drei Kilometer östlich der Ortschaft befindet sich Vojtanov (deutsch Voitersreuth). Im Norden wächst Wald, der das zweieinhalb Kilometer entfernte sächsische Schönberg und das noch einen Kilometer weiter entfernte Bärendorf von Ovčárna trennt. Einen halben Kilometer nordwestlich in Luftlinie entfernt liegt die Wüstung Otov (deutsch Ottengrün).
Koordinaten: 50° 10′ N, 12° 17′ O